# Koło Polek w Lidzie
Koło Polek w Lidzie – polska organizacja kobieca działająca w Lidzie w latach 1918–1935; jej zadaniem było materialne i moralne wsparcie polskich żołnierzy – początkowo oddziałów Samoobrony Lidzkiej, potem żołnierzy regularnego Wojska Polskiego w czasie wojny polsko-bolszewickiej; w okresie władzy radzieckiej w Lidzie od stycznia do kwietnia 1919 roku Koło zajmowało się działalnością wywiadowczą na rzecz Samoobrony Lidzkiej i wsparciem dla pojmanych przez bolszewików polskich jeńców; prowadziło także działalność dobroczynną i kulturalną, wspierało edukację.

## Historia

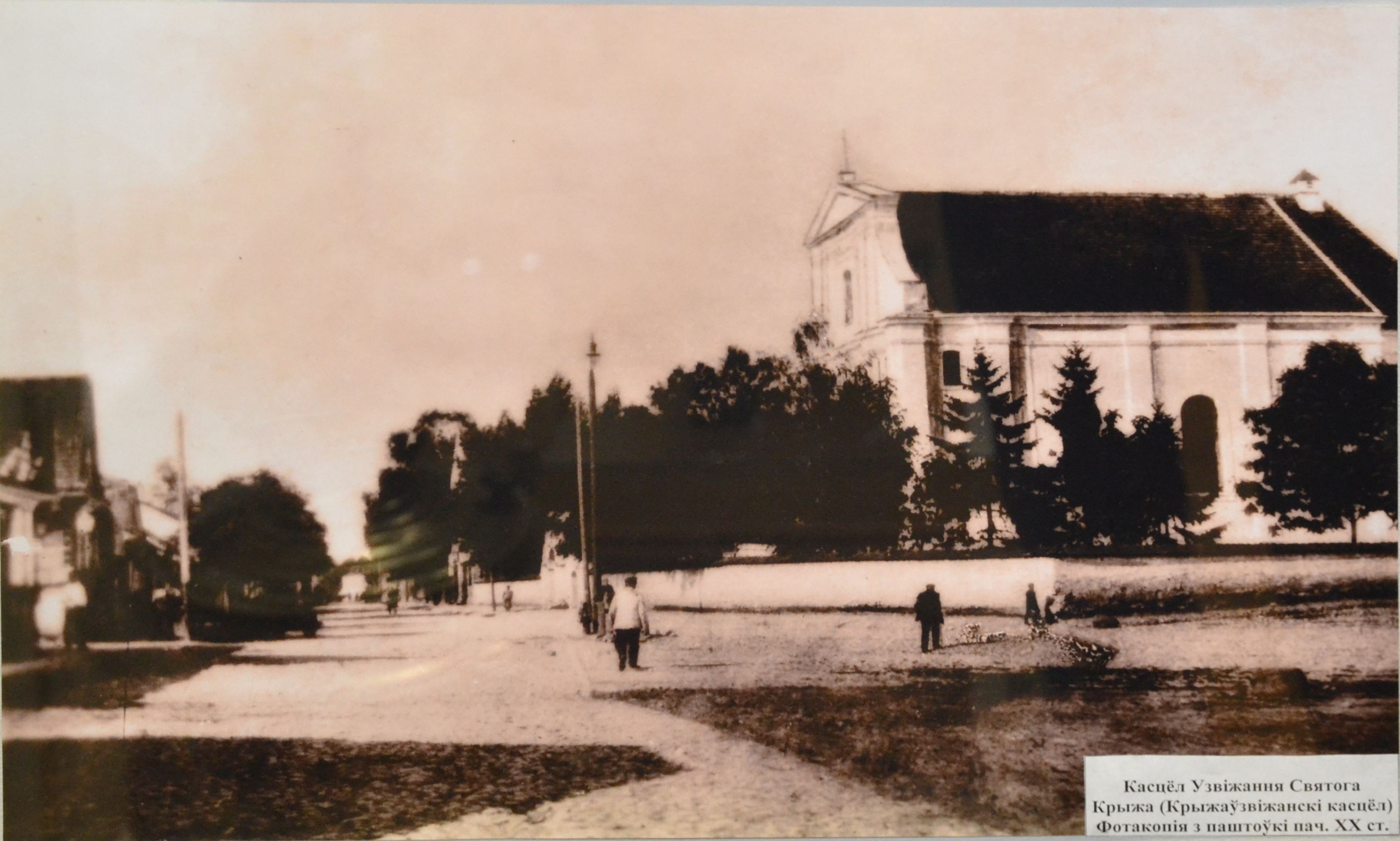
Kościół w Lidzie, na plebanii którego odbyło się pierwsze zebranie Koła

Koło Polek w Lidzie powstało w listopadzie 1918 roku, jako druga polska organizacja w tym mieście po Radzie Narodowej Ziemi Lidzkiej. Utworzyła je grupa kobiet, kierując się polskimi pobudkami patriotycznymi, bez świadomości o istnieniu centrali Koła Polek w Warszawie. W połowie listopada na plebanii kościoła parafialnego odbyło się pierwsze zebranie, w którym uczestniczyły: Maria Szukiewiczowa, Helena Roszkowska, Maria Grebowa, Maria Szkopówna, Jadwiga Szkopówna, Wincentyna Skawińska, Czesława Mejłunowa, Maria Lubowicka i Dominika Iwaszkiewiczówna. Został wówczas wybrany zarząd Koła w składzie: Maria Szukiewiczowa – prezeska, Helena Roszkowska – wiceprezeska, Maria Grebowa – druga wiceprezeska, Jadwiga Szkopówna – sekretarka i Wincentyna Skawińska – skarbniczka.
Głównym celem Koła Polek miało być niesienie pomocy materialnej i moralnej formującym się w Lidzie polskim oddziałom wojskowym. Zarząd organizacji zajmował się zdobywaniem w mieście i na wsi żywności, bielizny oraz kupował naczynia kuchenne dla tworzącej się ochotniczej Samoobrony Lidzkiej. W czasie świąt Bożego Narodzenia w 1918 roku zorganizował dla jej członków wieczerzę wigilijną. Po zajęciu Lidy przez Armię Czerwoną Koło Polek przeszło do działalności konspiracyjnej. Zajmowało się m.in. pracą wywiadowczą, informując stacjonujące poza miastem dowództwo Samoobrony Lidzkiej o zamiarach bolszewików i o sytuacji panującej w Lidzie. Po tym, jak bolszewicy rozbili w Lebiodce konny oddział Samoobrony i przywieźli do Lidy siedmiu wziętych do niewoli ułanów, Koło Polek udzieliło rannym polskim ochotnikom wsparcia moralnego i materialnego, a także, w wyniku wielu starań, przyczyniło się do zwolnienia jeńców. Po zdobyciu Lidy przez regularne oddziały Wojska Polskiego 17 kwietnia 1919 roku, Koło Polek powróciło do działalności jawnej. Jego członkinie zakładały gospody żołnierskie, herbaciarnie na dworcu, biblioteki, organizowały pogadanki, koncerty, wieczory taneczne i wspólne kolacje wigilijne dla żołnierzy. Koło otrzymało ustne i pisemne podziękowanie za szczerą i owocną pracę dla żołnierzy od przebywającego w Lidzie gen. Stanisława Szeptyckiego.
W czasie ofensywy Armii Czerwonej na Polskę w lipcu 1920 roku Koło Polek udzielało pomocy polskim rannym transportowanym pociągami przez Lidę w kierunku zachodnim. Brało m.in. czynny udział w Komitecie Zbiórkowym produktów, dostarczało jedzenia i picia polskim żołnierzom w pociągach. Po ponownym odbiciu Lidy przez Wojsko Polskie z rąk Armii Czerwonej w ostatnich dniach września 1920 roku, Koło Polek powróciło do jawnej działalności. Dzięki poparciu szefa sztabu płk. Bobkowskiego, organizacja otrzymała swój lokal. Otworzyła wówczas Ognisko Koła Polek, oferujące wyżywienie i skierowane głównie do polskiej inteligencji. Koło wydawało codziennie kilka bezpłatnych obiadów uczącej się młodzieży, całkowicie utrzymywało dwie dziewczynki posyłane do szkoły przez organizację, prowadziło przedszkole, udzielało doraźnej pomocy potrzebującym, organizowało uroczystości świąteczne i wysyłało paczki dla chorych i rannych polskich żołnierzy. W końcowym okresie wojny polsko-bolszewickiej Ognisko Koła Polek było jedyną placówką polską w Lidzie, w której odbywały się wszystkie reprezentacyjne przyjęcia. W październiku 1922 roku Koło Polek ofiarowało sztandar Lidzkiemu Pułkowi Strzelców im. Ludwika Narbutta w dowód uznania zasług, położonych w walkach o niepodległość Ojczyzny i w obronie powiatu lidzkiego przed bolszewikami. Organizacja przestała istnieć w połowie 1935 roku.
W albumie pamiątkowym Koła Polek znajdowały się podpisy: prezydenta Polski Stanisława Wojciechowskiego, prezydenta Polski prof. Ignacego Mościckiego, marszałka Polski Józefa Piłsudskiego, marszałka Edwarda Śmigłego-Rydza, ks. metropolity Romualda Jałbrzykowskiego, ks. biskupa Kazimierza Mikołaja Michalkiewicza, kilku francuskich i brytyjskich pułkowników, a także wielu innych osób, które odwiedzały Lidę.